# Schlagerparade (Film)
Schlagerparade ist ein deutscher Musikfilm von Erik Ode aus dem Jahr 1953. Germaine Damar, Walter Giller, Karl Schönböck und Nadja Tiller sind in den Hauptrollen besetzt.

## Handlung
Der junge Musiker Walter Lorenz verdient sich seinen Lebensunterhalt als Klavierspieler im Konservatorium Hochstätter. Gelegentlich erhält er kleinere Jobs, die ihm seine Bekannte, die Sängerin Sherry Sommer verschafft. Als das Revuetheater Roxy einen Arrangeur für eines seiner Stücke braucht, springt Walter ein. Er stellt dem Musikdirektor spontan sein neues Stück Das kleine Liebeskarussell vor, wird jedoch rausgeworfen, weil er dem Direktor als Konkurrent erscheint. Weil Walter überzeugt davon ist, mit einem großen Namen sicherlich Erfolg zu haben, stellt er sich als vermeintlicher südamerikanischer Superstar del Cordes beim Musikverleger Otto Bonnhoff vor, der vom Stück angetan ist, Walter jedoch rauswirft, als der Schwindel auffällt. Nur der einsichtigen Vermieterin Frau Gabler, mit deren Tochter Angelika Walter befreundet ist, verdankt es Walter, noch ein Dach über dem Kopf zu haben, hat er doch seit Monaten keine Miete mehr zahlen können. Auch seine Geliebte Barbara steht in der schwierigen Zeit zu ihm.
Während eines Ausflugs, bei dem Angelika und ihr neuer Verehrer, der Kaufhausverkäufer Max Balduweit, unter Walters Aufsicht Zeit miteinander verbringen dürfen, fällt Walter ein neues Lied ein, das er Sei lieb zu mir nennt. Auf Balduweits Vermittlung darf er als Verkäufer in der Musikabteilung des Kaufhauses anfangen. Bei den Kunden ist er beliebt, wird jedoch entlassen, nachdem er nachts auf einem zum Verkauf stehenden Klavier sein Stück Sei lieb zu mir fertig komponiert hat. Auch wenn das Lied gut ist, will es niemand kaufen. Walter schenkt die Noten daher Barbara, obwohl er sie viel lieber zerreißen würde. Barbara gibt das Lied vor Otto Bonnhoff als ein Stück des bekannten Komponisten Fred Pauli aus und schon bald ist es ein großer Erfolg. Niemand glaubt Walter, dass das im Radio zu hörende Stück eigentlich von ihm ist, so dass er bald selbst glaubt, dass er einfach eine bekannte Melodie in seinem Stück verarbeitet hat. Barbara gesteht schließlich den Schwindel und Walter geht wütend. Fred Pauli wiederum macht Otto Bonnhoff klar, dass er das Stück nicht geschrieben hat und Barbara erzählt Pauli die Wahrheit. Pauli vermittelt sie als vermeintlich französische Startänzerin ans Roxy. Um einen Skandal wegen Betrugs zu vermeiden, unterzeichnet Walter wiederum eine Lied-Verzichtserklärung bei Bonnhoff. Von Barbara, der Musik und der Musikshow Starparade, zu der seine Freunde gehen wollen, will er jedoch nichts mehr wissen und legt sich krank ins Bett.
Durch einen Trick holt Barbara Walter schließlich zur Show. Nachdem zahlreiche Stars mit Tanz und Gesang aufgetreten sind, wird der erfolgreichste Schlager des Monats bekanntgegeben: Es handelt sich um Sei lieb zu mir. Fred Pauli, der als Komponist auf die Bühne gebeten wird, verkündet dem Publikum, dass in Wirklichkeit Walter der Komponist war. Er habe ihm unter seinem Namen eine Chance gegeben, sein Können zu beweisen. Walter wird unter großem Applaus auf der Bühne empfangen und dirigiert schließlich sein Lied, das seine Bekannte Sherry Sommer singt.

## Produktion
Schlagerparade wurde von der Melodie-Film in Berlin produziert. Gedreht wurde in den Berliner Union-Film Studios und den CCC-Ateliers in Berlin, die Außenaufnahmen entstanden in Berlin-Wannsee. Die Kostüme schuf Trude Ulrich. Der Film erlebte am 3. November 1953 in den Weltspielen in Hannover seine Premiere. Erstmals im deutschen Fernsehen lief er am 5. Februar 1967 im ZDF.
Im Film treten zahlreiche Künstler auf:
- Margot Hielscher: Anette (In Paris, irgendwo …)
- Friedrich Schröder (Klavier) Johannes Heesters (Gesang): Man müsste Klavier spielen können
- Lys Assia: C’est la vie, mon ami
- Bully Buhlan: Angelika; Wenn ich Generaldirektor wär’…
- Rudi Schuricke, Gitta Lind, das Sunshine-Quartett, Renate Holm: Sei lieb zu mir
- Friedel Hensch und die Cyprys: Das kleine Liebeskarussell; Durst ist schlimmer als Heimweh
- Walter Giller, Cornell-Trio: Mit netto 180 Mark im Monat
- Maurice Chevalier: Ça va, ça va
- Michael Jary, Die Schöneberger Sängerknaben: Das kann doch einen Seemann nicht erschüttern
- Peter Igelhoff und Rita Paul: Mein Herz hat heut Premiere
- Peter Kreuder: Ich wollt, ich wär ein Huhn; Ich brauche keine Millionen (instrumental)

Es treten zudem unter anderem auf: Fred Freed, Stan Kenton und sein Orchester, Barnabás von Géczy und seine Solisten, Werner Müller und das RIAS Tanzorchester, die Pariser Mundharmonika-Solisten, Macky Kasper und seine Trompete sowie Joe Furtner, Detlev Lais, Else Klement und Erwin Biegel.

## Kritiken
- Der Film präsentiere „Schlager… von vorgestern […] im Rahmen einer törichten Lustspielhandlung“, schrieb der film-dienst.[2]
- Der Spiegel befand, dass der Film „atemlos versucht, dem ‚Amerikaner in Paris‘ nachzutanzen […] dieser verbiesterte Ehrgeiz im Verein mit der krampfhaft aufgepfropften Prominenz bringt das sonst sympathische Filmchen […] schließlich zur Strecke.“ Das Liebespaar Damar/Giller sei jedoch „lieb und frisch“.[3]
- Die Zeitschrift Film-Echo lobte das „Massenaufgebot internationaler Sänger, Virtuosen und Orchester“ und die „zwar anspruchslose, aber unterhaltsame und spaßige Handlung“.[4]